# Louis Antoine Joseph Robin
Pour les articles homonymes, voir Robin.
Louis Antoine Joseph Robin né le 16 octobre 1757 à Auxerre (Yonne) et mort le 12 mars 1802 à Nogent-sur-Seine (Aube) était un homme politique français dont la carrière se déroula pendant la période de la Révolution.

## Biographie
Fils d'un maître voiturier, il est marchand voiturier à Nogent-sur-Seine.
Avant la Révolution, il est administrateur du district de Nogent-sur-Seine au début de la Révolution.
Élu député à l'Assemblée législative par le département de l'Aube en 1791. Réélu député à la Convention par le département de l'Aube en 1792. Le 20 janvier 1793 lors du Procès de Louis XVI, il vote la mort du roi. Il fut discret dans les deux Assemblées, mais vota toujours « à gauche ».
Le 9 thermidor an II (27 juillet 1794), c'est Louis Antoine Joseph Robin qui arrêta François Hanriot et le confia au Comité de sûreté générale duquel il fut libéré par Jean-Baptiste Coffinhal. La Convention thermidorienne le chargea de surveiller l'approvisionnement de Paris par voie d'eau en bois et en charbon. Cette mission ne fut guère réussie.
Sous le Directoire, il fut élu député au Conseil des Cinq-Cents par le département de Cayenne. Il refusa cette élection. Il retourna à Nogent-sur-Seine.